# Manor (warenhuis)
Manor AG is de grootste Zwitserse warenhuisketen. Het behoort tot de Manor-Gruppe, waartoe ook de sportartikelenketen Athleticum behoort. De Manor-Gruppe is van de Maus Frères Holding, met het hoofdkantoor in Genève.
In 2013 behaalden de Manor-warenhuizen een omzet van 2,8 miljard Zwitserse francs. Bij de onderneming werkten zo'n 10.600 medewerkers. Winstcijfers zijn niet bekend.
De onderneming heeft 64 warenhuizen in Zwitserland en behaalt daarmee een geschat marktaandeel van bijna 60 %. De belangrijkste concurrenten zijn Migros met zijn warenhuisketen Magazine zum Globus, Coop City-warenhuizen, Jelmoli in Zürich en in de regio Bern Loeb.
Het assortiment van Manor bestaat uit zowel eigen merken, zoals Yes or No, Avant Première, JJBenson en Maddison, als uit merkproducten. Manor positioneert zich in het middelste prijssegment. In september 2013 lanceerde Manor als eerste Zwitserse detailhandelsketen de mogelijkheid voor mobiel betalen met een app voor de bezitters van de Manor-klantenkaart. 

## Geschiedenis
De naam Manor is een samentrekking van de familienamen Maus en Nordmann. De naam Manor wordt sinds 1965 gebruikt, maar pas sinds september 2000 treden alle filialen binnen de groep met deze naam naar buiten. Voordien waren het vele namen, die regionaal verankerd waren. Dit verklaart de geschiedenis van de groep. Bij sommige warenhuizen waren de gebroeders Maus in eerste instantie alleen leverancier of later ook minderheidsaandeelhouder. De oorspronkelijke, lokaal verankerde namen van de warenhuizen bleven tientallen jaren in gebruik.

### Beginperiode
Het eerste warenhuis werd in 1902  geopend in Luzern door de gebroeders Ernest en Henri Maus en Léon Nordmann, onder de naam "Léon Nordmann". Daarna volgden er warenhuizen in Solothurn, Olten, Willisau, Emmenbrücke en Zug. Een reeds in 1892 opgericht warenhuis in Schwyz werd later ook als "Nordmann" geëxploiteerd, net als «Au petit Bénéfice» in Biel.

### Franstalig landsdeel
In 1957 richtte Nordmann in Delsberg een warenhuis op onder de naam "Gérard Nordmann" op, dat vanaf 1964 onder de naam «Galeries du Jura» opereerde. In 1987 werd een naamswijziging doorgevoerd tot «La Placette», een naam die uit 1951 stamt, van het in dat jaar geopende warenhuis in Lausanne, gevolgd door een warenhuis onder deze naam in 1963.
C. Bladt exploiteerde in Payerne een warenhuis onder zijn eigen naam en opende later filialen in Moudon en Estavayer-le-Lac. Later traden de warenhuizen van de familie Bladt ook naar buiten onder de naam «La Placette». In 2000 wijzigende al deze warenhuizen hun naam in Manor.
In Neuchâtel werd een inmiddels niet meer bestaand warenhuis «Au Louvre» genoemd.
Het warenhuis in Fribourg «Aux trois Tours», de «Galeries du Léman» in Vevey, de «Nouvelles Galeries Martin» en de «Porte Neuve» werden eveneens Manor-warenhuizen.

### Duitstalig landsdeel
Het Baselse warenhuis 'Au Louvre' werd in 1924 'Magazine zum Greifen' en in 1926 'Magazine zur Rheinbrücke'.
Het warenhuis Brann aan de Bahnhofstrasse in Zürich werd overgenomen van Oscar Weber en onder de eigen naam geëxploiteerd. In 1984 kwam het onder de vleugels van Maus Frères en werd het verder geëxploiteerd onder de in oostelijk Zwitserland bekende naam 'Vilan'. Onder deze naam waren ook warenhuisfilialen in Aarau, Baden, Wohlen, St. Gallen, Sargans, en vanaf 1956 in Chur. In Buchs (SG) was het warenhuis 'Modern', dat in 1986 Vilan werd
In Liestal was het in 1943 opgerichte 'Kaufhaus zum Tor' en in Schaffhausen richtten de gebroeders Maus in een authentiek, voormalig hotel in de binnenstad in 1955 een filiaal op, dat zij de naam van het pand gaven 'Kaufhaus zum Schwanen'.
Het 'Kaufhaus Hauser' in Altdorf brandde in 1995 af en is daarna niet meer herbouwd. De familie Keller-Ullmann uit Rapperswil (SG) exploiteerde in een aantal steden warenhuizen. Het had filialen in Lachen, Rüti, Wattwil en Schattdorf. Later werden deze warenhuizen onder de naam 'Vilan' en daarna 'Manor' geëxploiteerd. Pas in 2009 werden ze van deze warenhuizen eigendom van de gebroeders Maus.
In 2027 opent Manor opnieuw een filiaal op de Bahnhofstrasse in Zürich. Het zal 3 verdiepingen, met een totale oppervlakte van 13.000 m², innemen in het voormalige pand van warenhuis Jelmoli.

### Italiaanstalig landsdeel
In Ticino werd in 2000 het in 1911 opgerichte warenhuis 'Innovazione' inclusief de naam overgenomen.

## Beeldverschijning

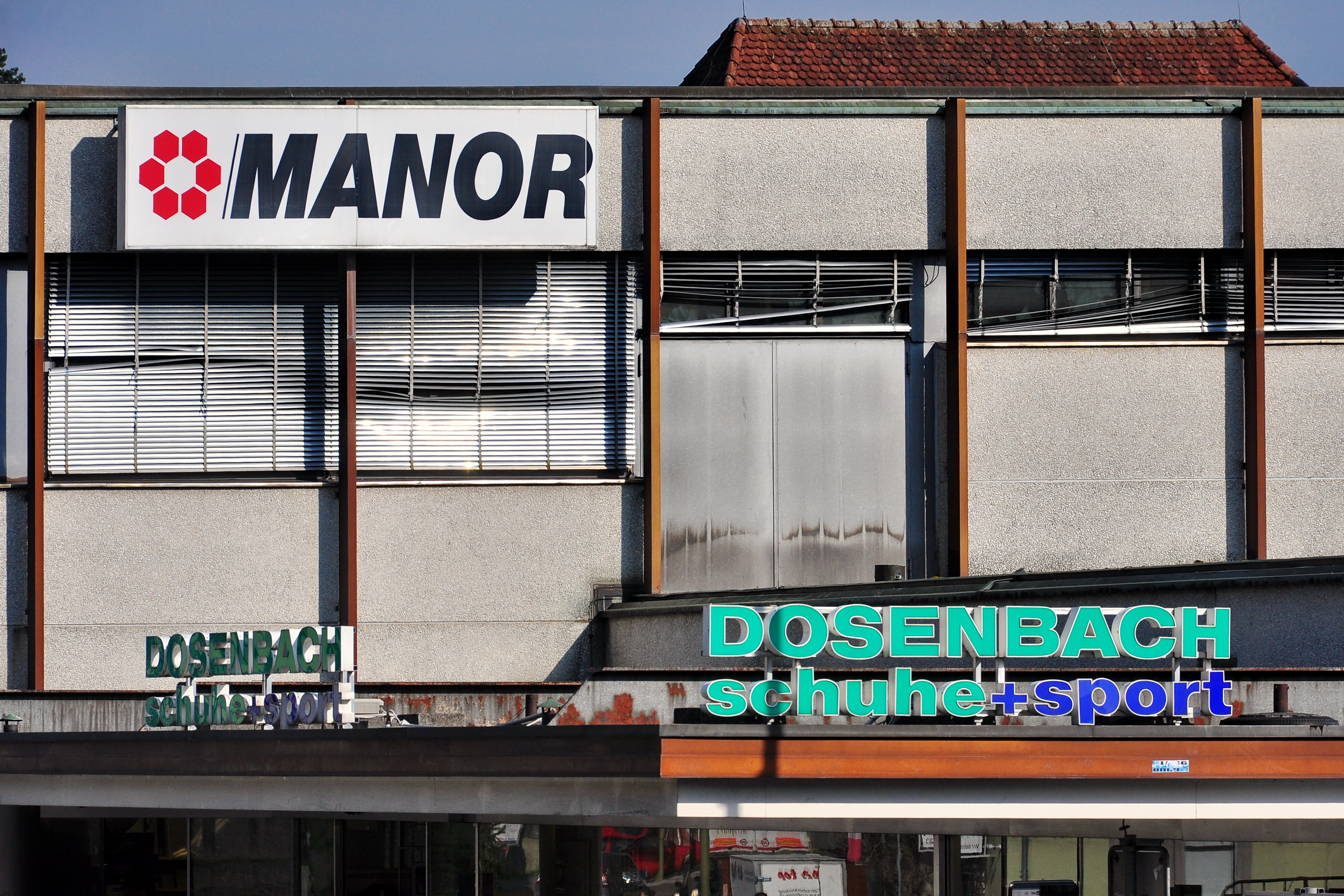
Met dit lettertype traden de warenhuizen reeds voor de hernoeming in Manor naar buiten. Dit is het voormalige Keller-Ullmann-warenhuis in Rüti in maart 2011.

Al vroeg traden de door Maus/Nordmann geëxploiteerde of aangeleverde warenhuizen op een gelijke manier naar buiten. Hoewel ze onder verschillende namen opereerden, gebruikten zij hetzelfde lettertype. In de jaren 60 werd een van links naar rechts hellend lettertype gebruikt. Later werd het cursieve, vette lettertype ook door Manor wordt gebruikt met het rode logo.
In 2008 onderging Manor een metamorfose met onder meer een nieuw logo en een nieuwe slogan: donnons du style à la vie.